# Magid Mohamed
Magid Mohamed Hassan (arab.: ماجد محمد, ur. 1 października 1985) – katarski piłkarz, sudańskiego pochodzenia, występujący na pozycji napastnika w klubie Al-Sadd.

## Kariera piłkarska
Magid Mohamed jest wychowankiem zespołu As-Silijja. W 2005 roku trafił do innego katarskiego zespołu, grającego w Q-League - Al-Sadd. Następnie, w rundzie wiosennej sezonu 2008/2009 powrócił do końca rozgrywek do swego macierzystego zespołu. Od sezonu 2009/2010 ponownie reprezentuje barwy Al-Sadd.
Magid jest także wielokrotnym reprezentantem i strzelcem Kataru. W drużynie narodowej zadebiutował w 2003 roku. Został również powołany na Puchar Azji 2007, gdzie jego drużyna zajęła ostatnie miejsce w grupie. On sam wystąpił we wszystkich meczach tej fazy rozgrywek: z Japonią (1:1), Wietnamem (1:1) i Zjednoczonymi Emiratami Arabskimi (1:2), gdzie dodatkowo został ukarany żółtą kartką.